# Copiano
Copiano là một đô thị ở tỉnh Pavia trong vùng Lombardia của Ý, có cự ly khoảng 30 km về phía đông nam của Milan và khoảng 13 km về phía đông của Pavia. Tại thời điểm ngày 31 tháng 12 năm 2004, đô thị này có dân số 1.457 người và diện tích là 4,3 km².
Copiano giáp các đô thị sau: Filighera, Genzone, Gerenzago, Magherno, Vistarino.